# Шерматов, Нурали Табарович
Нурали Табарович Шерматов (тадж. Нуралӣ Табарович Шерматов; род. 30 августа 1964, Дангаринский район, Таджикская ССР, СССР) — советский и таджикский флейтист и композитор, народный артист Таджикистана (2022).

## Биография
Родился 30 августа 1964 года в Дангаринском районе, Таджикская ССР, СССР. После окончания средней школы он поступил в Душанбинское музыкальное училище, где учился на факультете, преподавателем которого был его отец.
В 1990 году он окончил Таджикский государственный институт культуры и искусств имени Мирзо Турсунзаде, после чего стал дирижёром ансамбля и «Дарё», руководство которым осуществлял Комитет по телевидению и радиовещанию Правительства Таджикистана. Вместе с ансамблем выступал с творческими турами с таких странах, как Бельгия, Германия, Франция, Сербия, Иран, Катар, Индия, Китай, Южная Корея, а также в большинстве стран бывшего СССР. Он также сочинил несколько мелодий для ансамбля, включая «Мой Навруз» и «Таджикистан».
Кроме того, он является преподавателем игры на флейте в Таджикской национальной консерватории.

## Награды
- 2022 — Народный артист Республики Таджикистан
- 2005 — Заслуженный артист Республики Таджикистан